# Хубутия, Могели Шалвович
Моге́ли Ша́лвович Хубу́тия (имя в семье — Анзор Шалвович; род. 17 июня 1946, Сухуми, Абхазская АССР, Грузинская ССР) — российский хирург-трансплантолог, организатор здравоохранения. Доктор медицинских наук, профессор, заслуженный врач Российской Федерации. Академик РАН (2016).
Президент НИИ скорой помощи им. Н. В. Склифосовского с июня 2017 года, директор НИИ скорой помощи им. Н. В. Склифосовского (2006—2017).

## Биография

### Происхождение[1]
Отец — Шалва Николаевич Хубутия (1922—2002), окончил институт пищевой промышленности, работал в системе общественного питания на руководящих должностях, в том числе директором объединения столовых. Мать — Этери Ивановна Сичинава (род. 1923), занималась воспитанием детей. В семье были два сына и дочь, М. Хубутия — младший ребёнок. Брат Заур (1944—1992) работал врачом; погиб во время войны в Абхазии при эвакуации раненых. Ещё до получения метрики мальчика в семье стали звать Анзором, близкие и друзья называют его так всю жизнь. Но в свидетельство о рождении родные внесли старинное грузинское имя Могели.
На формирование личности и профессиональных интересов Могели Хубутии большое влияние оказал дядя — Бидзина Илларионович Хубутия (1928—2002), известный советский хирург, доктор медицинских наук, профессор, заслуженный деятель науки Российской Федерации, заведующий кафедрой топографической анатомии и оперативной хирургии Рязанского государственного медицинского университета, который более 30 лет был проректором по науке этого вуза. Благодаря общению с ним племянник решил стать врачом.

### Образование и карьера, 1965—2006 гг.
В 1965 М. Ш. Хубутия поступил на педиатрический факультет Горьковского государственного медицинского института имени С. М. Кирова. Окончив его, в 1971—1975 работал участковым педиатром, а затем детским хирургом Гиссарской районной больницы (Таджикистан), в 1974—1975 был главным детским хирургом Гиссарского района. В период работы в Гиссаре наставником М. Ш. Хубутии был известный таджикский хирург профессор А. Т. Пулатов (1928—2007).
Переехав в 1975 в Москву, М. Ш. Хубутия на долгие годы связал свою жизнь с НИИ трансплантологии и искусственных органов Министерства здравоохранения СССР (НИИТ и ИО):
- 1975—1977 — клинический ординатор по специальности «кардиохирургия»;
- 1977—1980 — аспирант по специальности «кардиохирургия»;
- 1980—1982 — младший научный сотрудник отделения хирургического лечения нарушений ритма сердца;
- 1982—1986 — старший научный сотрудник того же отделения;
- 1986—2006 — заместитель директора НИИТ и ИО по научно-клинической работе.

### Профессиональная деятельность с 2006
В 2006 М. Ш. Хубутия был назначен директором НИИ скорой помощи им. Н. В. Склифосовского. По его инициативе в институте открыты новые научно-клинические подразделения: отдел неотложной кардиологии и сердечно-сосудистой хирургии, включающий отделение неотложной кардиохирургии, вспомогательного кровообращения и трансплантации сердца; отдел клеточных и тканевых технологий; отдел лабораторной диагностики; сформирована и активно работает группа пересадки почек и поджелудочной железы, введены в строй три новейшие операционные: две нейрохирургические и одна для пострадавших в дорожно-транспортных происшествиях. Начаты экспериментальные исследования по трансплантации кишечника и лёгких.
В 2006—2010 годах М. Ш. Хубутия принял активное участие в формировании организационной инфраструктуры и современных принципов органного донорства, что дало новый импульс дальнейшему развитию трансплантологии в стране, включая мультиорганные пересадки органов. Им разработаны современные воззрения на расширение критериев по использованию доноров для трансплантации печени. В институте им впервые проведены трансплантации сердца, почек, поджелудочной железы, продолжены пересадки печени. Под его руководством ведутся научные исследования по хирургической коррекции приобретенных пороков сердца, расслаивающейся аневризме аорты, другой сложнейшей экстренной патологии сердечно-сосудистой системы. С 2006 года четверо ведущих научных сотрудников института получили звание профессора, защищены 12 докторских и 45 кандидатских диссертаций.
М. Ш. Хубутия организовал в институте оказание высококвалифицированной скорой медицинской помощи наиболее тяжёлому контингенту больных при массовых поступлениях пострадавших: после подрыва «Невского экспресса», пожара в Перми, терактов в московском метро и в аэропорту «Домодедово». Является председателем Научного совета РАМН по проблемам скорой медицинской помощи.
Благодаря поддержке М. Ш. Хубутия в Таджикистане организовался центр по трансплантации органов и тканей человека. В 2010 году несколько специалистов из Таджикистана с помощью профессора прошли курс по пересадке органов в институте Склифосовского — Достиев Ашур, Исмоилов Сухроб и несколько других.
В июне 2017 года покинул пост директора НИИ скорой помощи им. Н. В. Склифосовского и назначен президентом НИИ скорой помощи им. Н. В. Склифосовского.

## Научная деятельность
В становлении М. Ш. Хубутии как учёного решающую роль сыграл создатель НИИТ и ИО академик В. И. Шумаков, через полгода после назначения которого директором Хубутия пришёл в институт ординатором. Шумаков был научным руководителем кандидатской диссертации Хубутии («Особенности хирургического лечения брадиаритмий сердца», 1980) и научным консультантом докторской диссертации: «Ортотопическая трансплантация сердца (первый клинический опыт)», 1991. В 1987 Хубутия участвовал в первой успешной операции по пересадке сердца в СССР, в 1997 ему было присвоено звание профессора по специальности «трансплантология и искусственные органы».
Вклад М. Ш. Хубутия в медицинскую науку и практическое здравоохранение связан со становлением и развитием в России трансплантологии и решением проблемы искусственных органов. Им разрабатываются научные направления по трансплантации сердца, печени, почек, поджелудочной железы, мультиорганной трансплантации органов, по разработке научных основ трупного донорства, созданию и применению искусственных органов, хирургическому лечению острой и хронической сердечной недостаточности. Хубутия является одним из пионеров по трансплантации сердца в нашей стране, в его работах обобщён первый опыт таких операций, изучены фундаментальные механизмы отторжения аллотрансплантата, предложены эффективные методы мониторинга отторжения пересаженного сердца. Цикл его работ посвящён изучению проблем ксенотранплантации и созданию искусственных органов, в частности искусственного сердца и механических клапанов сердца, новых видов кардиостимуляторов. М. Ш. Хубутия является автором либо соавтором 235 научных работ, 5 монографий и книг, 1 руководства, учебного пособия, 4 глав в руководстве и книгах, 35 изобретений и 5 полезных моделей. Под его руководством и при консультировании защищены 1 докторская и 17 кандидатских диссертаций.
С 2004 М. Ш. Хубутия является председателем проблемной комиссии «Пересадка органов» при РАМН и Росздраве. В 2008 году избран президентом межрегиональной общественной организации «Общество трансплантологов». Главный редактор журнала «Трансплантология», председатель редакционной коллегии и член редакционного совета журнала «Трансплантология и искусственные органы».

## Педагогическая работа
В 2003 году М. Ш. Хубутия был избран профессором кафедры трансплантологии и искусственных органов Российского университета медицины Министерства здравоохранения Российской Федерации, с 2008 года заведует этой кафедрой. По совместительству с 2008 года заведует кафедрой физики живых систем на факультете молекулярной и биологической физики Московского физико-технического института.

## Награды и звания
- Орден Почёта — за заслуги перед государством, многолетний добросовестный труд и большой вклад в укрепление дружбы и сотрудничества между народами (1999)[6];
- орден «За заслуги перед Отечеством» IV степени — за большой вклад в развитие здравоохранения, медицинской науки и многолетнюю добросовестную работу (2006)[7];
- орден «За заслуги перед Отечеством» III степени — за большой вклад в развитие здравоохранения, медицинской науки и многолетнюю добросовестную работу (2011)[8];
- орден «За заслуги перед Отечеством» II степени — за большой вклад в развитие здравоохранения и многолетнюю добросовестную работу (2021)[9][10];
- Премия Правительства Российской Федерации в области науки и техники — за разработку и внедрение в клиническую практику пересадки сердца (1998)[11];
- премия г. Москвы в области медицины — за разработку и внедрение в практику новых биотехнологических методов местного лечения ожогов (2008)[12];
- премия имени А. Н. Бакулева — «за большой личный вклад в развитие проблемы трансплантации сердца» (2012);
- Государственная премия Российской Федерации в области науки и технологий (11 июня 2024) — за разработку, научное обоснование и реализацию в практике отечественного здравоохранения оригинальных технологий трансплантации жизненно важных органов[13].
- Орден Чести (Грузия) (2002);
- заслуженный врач Российской Федерации (1996);
- член Международного общества трансплантологов (1989);
- академик Российской академии медико-технических наук (1992);
- академик Европейской академии информатизации (2006);
- одной из звёзд, открытых в созвездии Близнецов, в 1998 году присвоено имя Анзора Хубутия.

## Семья, досуг
Жена — Зоя Алексеевна Хубутия (род. 1946), педиатр, главный врач детской поликлиники. Старшая дочь — Инга Абрамова (род. 1967), окончила МГУ, экономист. Младшая дочь — Гульнара Хубутия (род. 1971), косметолог. У Могели Хубутия три внука и три внучки; старшая внучка Дарья окончила факультет международной журналистики МГИМО, замужем за экс-губернатором Калининградской области Антоном Алихановым, назначенным в 2024 году на должность Министра промышленности и торговли России.
В юности Хубутия занимался боксом, кандидат в мастера спорта, был чемпионом Грузии среди юношей и победителем молодёжного чемпионата Горьковской области. В свободное время любит побыть с семьей. Читает литературу по истории России, в том числе об истории дома Романовых, а также детективы.

## Наиболее известные научные работы

### Книги, монографии, руководства
1. Неинвазивное вспомогательное кровообращение. Душанбе, 2002, 232 стр. Соавторы: А. Р. Достиев, Д. В. Шумаков.
2. Отторжение гуморального типа при аллотрансплантации сердца. Монография, Тверь, 2003, 183 стр. Соавторы: В. И. Шумаков, Л. В. Белецкая.
3. Дилатационная кардиомиопатия. Тверь, 2003, 452 стр. Соавторы: В. И. Шумаков, И. М. Ильинский.
4. Гомоцистеин при коронарной болезни сердца и сердечного трансплантата. Москва, 2004, 272 стр. Соавтор О. П. Шевченко.
5. Отторжение трансплантированного сердца. Москва, 2005, 240 стр. Соавторы: В. И. Шумаков и О. П. Шевченко.
6. Руководство по скорой медицинской помощи, Москва, 2007, 816 стр. Соавторы: С. Ф. Багненко, А. Г. Мирошниченко, А. Л. Верткин.
7. Трансплантация органов и тканей в многопрофильном научном центре, Москва, 2011, 420 стр. под ред. М. Ш. Хубутия.

### Статьи
1. Хирургическое лечение некоторых видов тахикардий. Журнал «Кардиология», 1983, № 11. Соавторы: В. И. Шумаков, Е. В. Колпаков.
2. Трансплантация сердца. Первый клинический опыт. Журнал «Грудная и сердечно-сосудистая хирургия», 1988, № 4. Соавторы: В. И. Шумаков, М. Л. Семеновский и др.
3. Трансплантация сердца. Итоги работы с 1986 по 1999 гг. Журнал «Вестник трансплантологии и искусственных органов», 1999, № 1. Соавторы: В. И. Шумаков, Э. И. Казаков и др.
4. Отдалённые результаты ортотопической трансплантации сердца. Материалы Седьмого Всероссийского съезда сердечно-сосудистых хирургов, Москва, 2001, т. 2, № 6. Соавторы: В. И. Шумаков, Э. Н. Казаков и др.
5. Осложнения после трансплантации сердца. Журнал «Вестник трансплантологии и искусственных органов», 2005, № 3. Соавторы: Э. Н. Казаков, А. Я. Кормер.
6. Современные тенденции применения механической поддержки кровообращения в кардиологии и кардиохирургии. Журнал «Здравоохранение и медицинская техника», 2007, № 6. Соавторы: А. М. Сударев, Н. И. Куликов и др.

## Основные авторские свидетельства и патенты
- Всего в базе данных 35 изобретений, соавтором которых является Моге́ли Ша́лвович, и 5 полезных моделей.

1. Способ подготовки сердца к трансплантации. Авторское свидетельство № 1651868 А 61В 17/00. Бюллетень № 20 от 30.05.1991. Соавторы: Лубяко Александрович Анатольевич, Чхеидзе Вахтанг Теймуразович, Хубутия Анзор Шалвович, Онищенко Нина Андреевна.
2. Способ хирургического лечения ишемии миокарда в эксперименте. Авторское свидетельство № 1585922 А 61В 17/00. Бюллетень № 32 от 20.11.1992. Соавторы: А. Н. Байков, Ю. М. Киселев и др.
3. Способ вспомогательного кровообращения и устройство для его реализации. Патент на изобретение № 2112492 от 10.06.1998. Совместно: Шумаков Валерий Иванович, Молодцов Виктор Михайлович, Толпекин Владимир Евгеньевич, Мелемука Иван Владимирович, Хубутия Могели Шалвович.
4. Имплантируемый протез сердца. Патент на изобретение № 2197274 от 27.01.2003. Совместно: Шумаков В. И., Хубутия М. Ш., Ганин В. П., Толпекин В. Е., Шумаков Д. В., Шубладзе А. М.